# Александр Якуб Любомирський
Князь Александр Якуб Любомирський (пол. Aleksander Jakub Lubomirski; 11 травня 1695, Краків — 16 листопада 1772, Дрезден) — державний діяч Речі Посполитої, кухмістер великий коронний (1721-1728), мечник великий коронний (1728-1748), генерал коронної артилерії (1729), генерал саксонської армії (1746-1752), староста пиздринський, ратненський, богуславський, гнєвський і солецький.

## Біографія
Представник польського княжого роду Любомирських герба «Дружина». Молодший син гетьмана великого коронного і каштеляна краківського Ієроніма Августина Любомирського (1647-1706) і Констанції Бокум (пом. 1704). Старші брати — хорунжий великий коронний Єжи Ігнаци та староста болемівський Ян Казимир.
Навчався у школі піаристів у Жешуві. 1704 року під час взяття міста саксонськими військами князь Александр Якуб Любомирський був узятий у заручники та відправлений до Саксонії. Лише після переходу гетьмана великого коронного Ієроніма Августина Любомирського на бік Августа Сильного Александр був звільнений. Близько 1710 року виїхав на навчання до Німеччини. У 1714 році супроводжував королевича Фрідіха Августа в його подорожі до Франції.
У 1721 році Александр Якуб був призначений кухмістером великим коронним, а в 1728 році отримав посаду мечника великого коронного. У 1729 році був призначений командиром мушкетерського полку, того ж року отримав чин генерал-майора польської армії. У 1745 році його пожалували в генерали саксонської кавалерії, у 1746 році він став генералом коронної артилерії. 7 червня 1752 року відмовився від генеральського чину на користь саксонського прем'єр-міністра Генріка фон Брюля. Брав участь у Семирічній війні з Пруссією, капітулював із саксонською армією в Пірні 1756 року.
У 1723 році придбав у власність Неборівський палац. У 1726 відзначений орденом Білого орла.

## Сім'я
До 1720 року одружився з Кароліною Фредерікою фон Фіцтум (пом. після 1758), від шлюбу з якою мав трьох дочок:
- Фредеріка Констанція Любомирська, 1-й чоловік граф Ролан Дезаєр, 2-й чоловік маркіз де Ліре
- Кароліна Генрика Любомирська, дружина графа Кароля фон Флеммінга
- Людвіка Амелія Любомирська, дружина фельдмаршала Саксонії та губернатора Дрездена графа Фрідріха Августа Рутовського (1702-1764), позашлюбного сина короля Речі Посполитої Августа Сильного і туркені Фатіми.